# 盗用

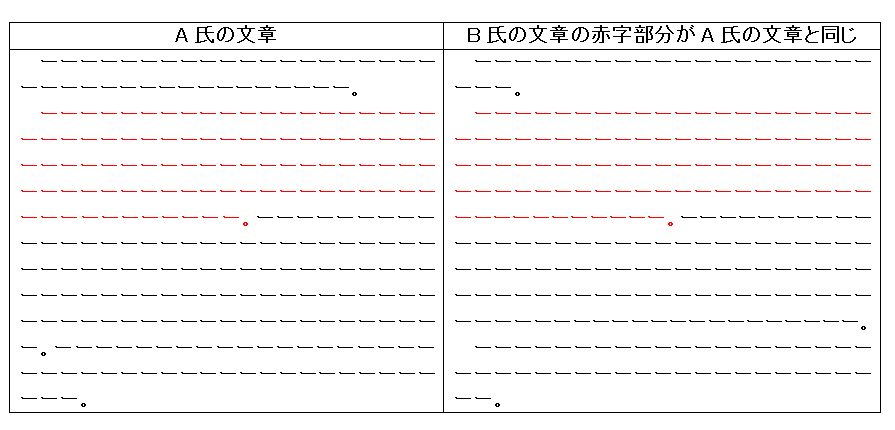
盗用例。
他人（A氏）の文章の赤字部分を少し改変し、引用の定義を満たさないでB氏が自分の文書として発表

盗用（とうよう、英: Plagiarism）とは、他の研究者のデータ、図、表、文章、研究結果などを引用せずに、あたかも自分が得た（書いた）かのように発表する行為である。研究不正の一種。
本記事では、主として学術界や高等教育界で発表・提出された文書（学術出版、論文、書籍、レポート、申請書など）での「盗用」を扱う。特許権、意匠、著作権など知的財産権は該当記事を参照のこと。
本記事では、「日本」を中心に記述するが、日本は、米国をひな形として盗用の理念・諸規則・体制を構築してきた面もあり、米国の関連状況も記述する。また、参考になる場合は、他国の状況も記述する。

## 用語
類義語として「盗作」や「剽窃」があり、「盗作」との区別は明確ではない。しかし、ジャーナリズム、文芸作品、芸術などでの類似行為は、一般的に、「盗作」「剽窃」と記述されることが多い。また、学術界、高等教育界での行為は、政府、学術界、高等教育界が「盗用」という用語を使用している。本項目では、「盗用」という用語を使用する。
本記事では、アイディアとアイデアの表記が混在している。引用文中の表記は原典に従い、他はアイデアを使用した。

## 歴史
欧米先進国の盗用の概念は、18世紀のヨーロッパ、とりわけロマン主義の時代に形成された。欧米の学術界では、1980年以前に盗用が指摘されていた。
アメリカ合衆国では、1974から1981年に12件の研究不正が公表され、国民的な関心を呼んだ。そのため1981年、米国議会が学術界の研究不正問題の解決に真剣に取り組みはじめた。連邦政府、研究助成機関、学会、学術出版、大学が議論を深め、1989年3月、米国連邦政府は政府機関の研究公正局（ORI、Office of Research Integrity）を設置し、1989年8月8日、連邦規則集「42 CFR Part 50, Subpart A.」を発布した。
盗用問題は、2000年頃から、インターネットの普及で文章や語群、図表、コンピュータのソースコードなどを、簡単にコピー・アンド・ペーストできるようになった。
高等教育界での極端なケースでは、大学生・大学院生向けにレポート代行（contract cheating）業者が出現するようになった。また盗用検出ソフトにかけることで盗用を容易に検出できるようになり、多数の盗用が見つかったことも、騒ぎを加速した。
日本では2005年頃から内閣府や文部科学省において、米国をひな形とし、理念・諸規則・体制を模索・検討し始め、2006年8月8日、文部科学省はガイドライン「研究活動の不正行為への対応のガイドラインについて」を発表した。

## 不正行為
盗用は、すべての分野において研究公正・研究倫理に違反する学術における不正行為の1つとみなされる。大学教員、研究者でも禁じられている。同時に、高等教育界でも重大な学業不正とみなされる。

## 国が禁止（日本）
盗用は、参議院文教科学委員会調査室の平田容章が以下に述べたように、著作権法に違反しなければ、通常、法によって禁じられた犯罪には該当しない。
法によって禁じられていないので、関係省庁がガイドラインを策定した。2014年8月26日、文部科学省は2014年版ガイドライン「研究活動における不正行為への対応等に関するガイドライン」で次のように禁じている。
研究者の不正行為を「研究者の倫理と社会的責任の問題」「研究者自らの規律」など研究者個人の「道徳」的問題を主眼にしている。

## 盗用の定義・解説（日本）

### 政府
「研究活動にかかわる不正行為について法令上の定義はない」（平田容章）。盗用の厳密な定義は法に存在しないので、各機関が独自に「盗用」を定義している。政府機関・大学・研究機関・出版機関のいくつかを示す。

#### 文部科学省
文部科学省は2006年8月8日に制定したガイドライン「研究活動の不正行為への対応のガイドラインについて」で、「捏造」「改竄」「盗用」の3つを研究倫理に違反する主要な不正行為とした。
このガイドラインは、2014年8月26日に改訂された。
文部科学省は、「捏造」「改竄」「盗用」の3つを、2014年版で「特定不正行為」と命名した。白楽ロックビルは、この3つを、米国の研究公正局の「研究不正」（Research Misconduct）に対応させて、「研究ネカト」と呼ぶことを提唱している 。
また、2014年版では、2006年版の冒頭部分「本ガイドラインの対象とする不正行為は、発表された研究成果の中に示されたデータや調査結果等の捏造と改竄、及び盗用である。ただし、故意によるものではないことが根拠をもって明らかにされたものは不正行為には当たらない。」の「故意によるものではないことが根拠をもって明らかにされたものは不正行為には当たらない」という文章がなくなり、「研究者としてわきまえるべき基本的な注意義務を著しく怠った」場合は不正とみなされることになった。

#### 厚生労働省
厚生労働省は、ガイドラインを定めた。その前文に次の文章がある。「1 対象となる不正行為
本指針の対象となる研究活動は、厚生労働省が所管する競争的資金並びに国立高度専門医療センターが所管する委託費及び助成金を活用した研究活動であり、本指針の対象となる不正行為は、論文作成及び結果報告におけるデータ、情報、調査結果等の捏造、改竄及び盗用に限られる。なお、根拠が示されて故意によるものではないと明らかにされたものは不正行為には当たらない。」

#### 日本学術会議
日本学術会議も、ガイドラインを定めた。:
「盗用などの不正行為を為さず、また加担しない」とあるが、「盗用」の定義を記述していない。

### 学会（日本）

#### 日本医学会
日本医学会は2014年に研究倫理委員会を発足させた。しかし、利益相反や生命倫理と混用している 。ウェブサイトには「盗用」の定義も学会員向けのガイドラインもない。

#### 日本分子生物学会
日本分子生物学会に研究倫理委員会はあるが、ウェブサイトには「盗用」の定義も学会員向けのガイドラインもない。

### 大学（日本）

#### 東京大学
科学研究行動規範のサイトが充実している。2006年以降の調査報告書・報道発表資料も公開している。
科学研究行動規範リーフレットには盗用行為を具体的に示している。また、英語が併記されている（下記では省略した）。

#### 京都大学
:
前文に次の文章がある。
「4 この規程において「研究活動上の不正行為」とは、本学教職員等が研究活動(修学上行われる論文作成を含む。)を行う場合における次の各号に掲げる行為をいう。ただし、故意により行われたものに限る。」
文部科学省の字句とほとんど同じである。

#### 早稲田大学
「研究活動に係る不正防止および不正行為への対応に関する規程」を2007年4月6日に制定している。前文「この規程において「研究活動に係る不正行為」とは、本学における次に掲げる行為およびそれらに助力することをいう」があり、次の規程がある。
さらに、「学術研究倫理に係るガイドライン」で、盗用行為を具体的に示している。

### 研究所（日本）

#### 理化学研究所
不正行為の防止等に関する規程は前文に次の文章がある。「この規程において「特定不正行為」とは、故意又は研究者としてわきまえるべき基本的な注意義務を著しく怠ったことによる、投稿論文等発表された研究成果の中に示されたデータや調査結果等の捏造、改竄及び盗用をいう」

### 学術出版（日本）
- 日本生化学会の学術雑誌「The Journal of Biochemistry」(英語)：ウェブサイトに「盗用」の定義はない。盗用検出ソフトのCrossCheckで盗用を検出しているとあり、実質上、CrossCheckの定義を適用していることになる[16]。

### 盗用の定義・解説：まとめ（日本）
本来、「盗用の定義」が機関によって異なる理由はない。全部の省庁・大学・研究機関・出版機関を調べた文献はないが、上で見たように、日本での「盗用」の定義は、文部科学省の「研究活動の不正行為への対応のガイドライン」（2006年）が基本で、各機関は、その概念・文言を踏襲している。「盗用の定義」をしていない機関は、文部科学省ガイドラインの定義と同じと想定される。

### 学部生・大学院生向け（日本）
学部生・大学院生向けの盗用の説明は日本では少ない。

#### 早稲田大学
- 早稲田大学は日本語で盗用を詳しく解説[18][19]している。

## 盗用事件（日本）

### 統計
「盗用」事例の統計資料はあまり多くない。最初の統計は、お茶の水女子大学の白楽ロックビルが集計した統計で、明治・大正・昭和・平成の136年間(1874〜2009年)に新聞報道された「研究者の事件」である。その中に「盗用」事件がある。
埼玉学園大学の菊地重秋も同様の統計をとり、「盗用」事件は58件あり、分野は人文・社会科学系が36件と最多である。
しかし、白楽ロックビルの23件、菊地重秋の58件の盗用事件は、文部科学省の定義のどれに相当するかは記述されていない。
また、「盗用」事例（事「件」とならない盗用行為を含む）は、最近、多発しているのか、事「例」は過去の方が多かったが、事「件」として問題視されるのは最近の方が多いことなのか、以下の理由で不明である。
1. 文部科学省のガイドラインは2006年策定なので、この時代を前後して「盗用の定義」、つまり盗用の基準が異なる可能性があり、事件数の増減はそれに依存する。菊地重秋のデータ[21]では、研究不正「事件」は2006 年頃から急増している。
2. 白楽ロックビルが指摘するように、以前は報道しなかったのに、最近はメディアが好んで報道する傾向があり（報道基準の変化）、事件として騒がれなかっただけで、盗用事例は過去の方が多かった可能性はある。

### 処分
「盗用」は「盗む行為」ではあるが、盗用された人が盗用した人を訴える方式で事件になることはまれである。
通常、被害者や加害者の関係者（同じ研究室の人など）、または被害者や加害者と全く関係がない第三者が、「盗用された人」の了解を得ることもなく、出版機関や盗用した人の所属機関に告発することが発端である。匿名の告発者が多いが、文書（学術出版、論文、書籍、レポート、申請書など）は公表されているので、証拠が提示される。その証拠が正しいかどうか判断することは比較的容易である。
実際の処分はおおむね次のようになっている。
1. レポート
学部生・大学院生が対象。例えば、明治大学大学院は、「けん責」、「停学」、「退学」の懲戒処分をすると記した[22]。
2. 卒業論文
学部生が対象。従来、卒業論文での盗用を日本のメディアで問題視されたことはなかった。
3. 修士論文
大学院生が対象。従来、修士論文での盗用を日本のメディアで問題視されたことはなかった。しかし、文京学院大学大学院の40代の男性が盗用した修士論文を提出した。2007年、盗用発覚後、税理士資格を失った。この不祥事が大きく報道され、変化し、筑波大学（2011年12月15日）、早稲田大学（2012年2月4日、修士（法学））、慶應義塾大学（2012年10月1日）[23][24]などが修士号を取り消した。
4. 博士論文
大学院生が対象。2008年11月、山形大学は、医学専攻の大学院生が博士論文で論文盗用したと公表したが、処分しなかった[25]。2010年、東京大学は、アニリール・セルカンの博士論文が盗用だったと公表し、東京大学創立以来初の博士号取り消し処分を行なった。日本全体でみても盗用で博士号が取消された第一号である。それ以降、幾分問題視されてきたが、網羅的に盗用検出・処分されたことはなかった。しかし、2014年、早稲田大学先進理工学研究科は網羅的調査に乗り出した。日本で最初である[26]。
5. 論文・書籍・学会口頭発表
大学教員・研究者・大学院生が対象。学術雑誌に掲載される前なら、掲載されない。掲載された後は、論文の訂正や取り下げになるが、記録は公表され、残る。なお学術論文は、日本の大学・研究機関に在籍する日本人研究者も英語で書き、海外の国際的な学術雑誌に投稿する。ここに書いた処分は、日本国内というより国際基準である。書籍は出荷停止・回収・絶版となる。学会口頭発表は盗用の判定が困難なため、問題視されたことはなく処分例はない。
6. 研究費申請
大学教員・研究者が対象。研究費採択前なら不採択。採択後なら、ペナルティとして、研究費返還と該当助成機関への研究費申請制限。例えば、日本学術振興会は、「競争的資金等の返還に加えて、認定された年度の翌年度から最長10年間、競争的資金等への申請が制限される（日本学術振興会）」[27]。

所属機関は所属する大学教員・研究者を懲戒処分することが多い。

### 文部科学省認定の研究不正事案一覧
文部科学省は、2014年8月、捏造、改竄、盗用を特定不正行為と定義し、2015年4月以降に報告を受けた特定不正行為を公開することとした
それを受け、2015年4月以降、特定不正行為とそれ以外の不正な行為（二重投稿や不適切なオーサーシップなど）の事案をウェブサイトに公開し始めた。
米国の研究公正局が1993年から公開し始めた事案（Case Summary）公開を、22年後に取り入れたのである。
公開内容は、米国に比べ、全体的に内容が詳細である。例えば、当該研究機関に不正行為の発生要因及び再発防止策が記載させ、それを公開している。
但し、米国では実名記載だが、「公開する目的に鑑みて、特定不正行為に関与した者等の氏名については、文部科学省ホームページに掲載しないものとする」と、研究不正者の氏名を公表していない。つまり、不正を行った者を特定することはできない。

## 問題点（日本）
白楽ロックビルは日本の問題点を以下のように指摘している。
白楽ロックビルは、「日本では55歳以上の男性医学部教授が容疑者となる事件が多発している」「対照的に、米国では大学院生・ポスドクに比べ、教授の不正は少ない」と指摘している。菊地重秋の58件の「盗用」事件を起こした人は、名誉教授1人、教授20人、准教授11人に対し学部生・大学院生は12人と少ない。
文部科学省は、「大学間連携共同教育推進事業」の1つとして「研究者育成の為の行動規範教育の標準化と教育システムの全国展開（CITI Japan プロジェクト）」を、2012年以降展開している。しかし、対象は以下の通り大学院生のみである。

## 盗用の定義（米国）

### 政府の定義
米国研究公正局（ORI、Office of Research Integrity）は、米国の生物医学系の分野の科学における不正行為に対処する米国の政府機関である。対象の3本柱は、ねつ造、改竄、盗用である。他の分野、例えば、数学、コンピュータ科学、社会科学などの科学における不正行為は、米国の別の政府機関であるアメリカ国立科学財団 (National Science Foundation, NSF)が管轄する。
管轄が異なるとはいえ、米国政府の「盗用の定義」は共通している。実質的に、研究不正の理念・諸規則・対処は、米国研究公正局が米国の中心的な役割を果たしてきた。
研究公正局の上部機関のアメリカ公衆衛生局（United States Public Health Service）が、「盗用の定義」をしている。
ミシガン大学名誉教授のゲイル・ダマー（Gail M. Dummer）がミシガン大学のサイト で、大学院生向けに盗用の解説をしている。その解説が上記のアメリカ公衆衛生局の「盗用の定義」を具体的に解説している。
米国研究公正局の「盗用の定義」は上記を踏まえ次のようである。
後に、「研究費申請書の審査や投稿論文原稿の査読など、特権的立場で得たアイディアや分析・解析方法」であっても、引用すれば「盗用」ではないと改訂した。

### 高等教育機関の定義
- 全米大学教授協会（英語版）（American Association of University Professors）

米国では大学院生に対してはもちろんのこと、学部生に対して盗用の具体例を示し、してはいけないことを懇切丁寧に解説している。解説は学部生・大学院生が対象である。
日本の高等教育機関の盗用規定にも、学部生・大学院生向けの解説が少しずつ増加してきたが、ベースとなる文章は、大学教員・研究者向けである。
- スタンフォード大学：「オリジナルなものが、記号体系、式・処方・決まり文句、アイデア、言語、研究、計画、文書、その他の形であれ、盗用は、オリジナルなものを作った著者や原典に適切なクレジットや感謝表明なしにそれらを使用することである。」[37]
- マサチューセッツ工科大学：「盗用は、他人の語群、アイデア、主張、データ、図を感謝表明なしに利用する時に起こる。出版物から、他人の語群、アイデア、フレーズを利用するときは、引用符を使用し、原典を引用しなければならない。言い換えや要約は許容範囲で行ない、原典を引用しなければならない。他人あるいは出版物から、チャート、グラフ、図、数値を利用する時は、原典を引用しなければならない。」[38]
- イェール大学 (学部生向け)：[39]と大学院生向けの説明[40]。ブラウン大学[41]。ハーバード大学[42]。インディアナ大学[43] などが数例である。
- 倫理専門家であるアンドリュー・ミナセ(Andrew Minase)が、米国の高校のメディアセンターの「盗作の定義」を翻訳した。少し長いが、米国の盗用に対する考え方がよく書かれているので引用する。大学ではなく、「高校」で盗用を教育している現実は日本の状況を考えると驚いてしまう。

## 盗用事件（米国）

### 学部生の盗用
米国で1997年に報告された調査では，中規模の4年制公立大学に在学する422人の生徒のうち, この1年の間に「他人の考えや言葉を意図的に自分のものとして使用した」ことがあると答えた生徒は151人（35.6％）であった—CA1567 - 大学における剽窃行為とその対策-英国・JISCPASを中心に- / 浅見文絵 

### 学部生の処分
- 日本の試験でのカンニング相当のペナルティで、一般的に、軽微なら該当科目の単位取得不可で済むが、悪質な場合は、停学、留年、退学処分となる。著名である大学ほどペナルティは厳しくなる傾向がある。例えば、イェール大学の規則は停学処分か退学処分が下されることになっている[39]。剽窃が偶然かどうかは関係ない。学問の世界では、一般的に盗作に対してゼロ・トレランスの方針がある。アメリカの大学では、これは非常に重い犯罪である[46]。

### 研究者の盗用
- 米国研究公正局（ORI、Office of Research Integrity）は、1992-2005年の間、19件を盗用と裁定した[47]。
- アメリカ国立科学財団 (National Science Foundation, NSF)は、「2011年に研究助成した約8,000の申請書を盗用検出ソフトにかけたら、1〜1.5%が盗用に該当した。」と計算している。別の試算では、毎年45,000件受理する申請書のうち1,300件（2.9%）に盗用があると推測した[48]

### 研究者の処分
米国の研究者は、博士課程の大学院生、博士号取得後のポスドクは、研究室の主宰者から期限付きで雇用される。不正をすれば、契約は解除される。
テニュア取得前のテニュアトラックの助教授 (tenure-track assistant professor)、テニュア取得後の准教授・教授も、研究費を申請し、競争的資金を得て研究する。米国の生命科学系の大学教員は、NIHに研究費を申請し、競争的資金を得て研究するケースが大半である。別の分野の大学教員は、別の助成機関に研究費を申請し、競争的資金を得て研究する。自分の給料も自分が獲得した競争的資金で賄う。
盗用やその他の研究不正が発覚した場合、研究費の返還が要求される。また、永久に競争的資金の申請ができないというペナルティが課される。競争的資金が得られなければ、給料を賄えず、大学教員を辞職することになる。この点が日本の大学教員と大きく異なる。
日本では研究費申請ができなくても、大学教員は大学から給料はもらうことができる。そのため、完全に辞職しなければならないという事態には陥らない。同僚からの蔑視やプライドの崩壊に耐えられず、辞職するケースもあるが、そうしないケースも多い。
所属する大学は、不正に研究を行なった教員・研究者を解雇などの処分をする。

## その他の国
- イギリス：2004年に行われた大学関係者による会議では、学部生の「4人に1人の割合で剽窃の疑いがある」ことや「剽窃を不正なことだとは気づいていない」ことが指摘された[50]。
- クロアチア：2009-2010年にCroatian Medical Journal (CMJ) に投稿された論文原稿754報の内、105報 (14%) が盗用の疑いがあり、手作業で解析の結果、85報 (11%) が盗用とされた。盗用原稿を投稿した国のワースト3は1位中国（21%）、2位トルコ（19%）、3位クロアチア（14%）であった[51]。

## 自己盗用
なにがどの程度、研究公正・研究倫理違反なのか、不明な部分があるが、原則的には盗用である。英語で「self-plagiarism」と書き、「自己盗用」（自己剽窃）となる。

## 盗用の学会・会議
日本には学会がない。米国にも学会はないが、以下の国際組織を運営している。
- ICAI（International Center for Academic Integrity）：1992年米国で創設の国際組織。日本を含め21か国が参加しているが、日本の参加機関は国際基督教大学だけである[52]。
- 国際公正盗用学会（International Integrity & Plagiarism Conference）： ICAIが運営する2004年開始の偶数年の国際会議[53]。サイトで発表論文を閲覧でき、基調講演の動画も閲覧できる（英語）[54]。

## 盗用検出法
主として学術界や高等教育界で発表・提出された文書（学術出版、論文、書籍、レポート、申請書など）を対象に、コンピュータ・ソフトウェアで見つける方法で英語が主体である。米国、ドイツ、オーストラリアで開発された。しかし日本で開発され、世界で広く使用されているソフトウェアはない。

## 盗用データベース
- デジャブ (Deja vu) [55]：イーティーブラスト (eTBLAST) で検知した類似性の高い論文データーベースで、世界中の70,000対の論文データで、類似性の高い論文はさらに手作業で解析した[56]。生命科学が対象で閲覧無料だった。・・・2016年3月2日現在、ウェブサイトは閉鎖され、ヘリオテキスト社（Heliotext）[57]が管轄している（閲覧有料？）

- 日本の「研究者の事件」データーベース[58]：データーベースは非公開。日本の学術界での「盗用」事件は、1874-2009年の136年間に36件、内2000-2009年の10年間に23件、発覚している。